# Mylothris crawshayi
Mylothris crawshayi är en fjärilsart som beskrevs av Butler 1896. Mylothris crawshayi ingår i släktet Mylothris och familjen vitfjärilar. Inga underarter finns listade i Catalogue of Life.

## Bildgalleri

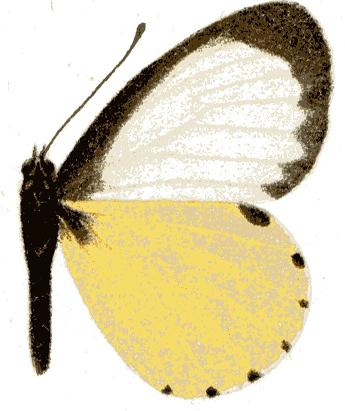
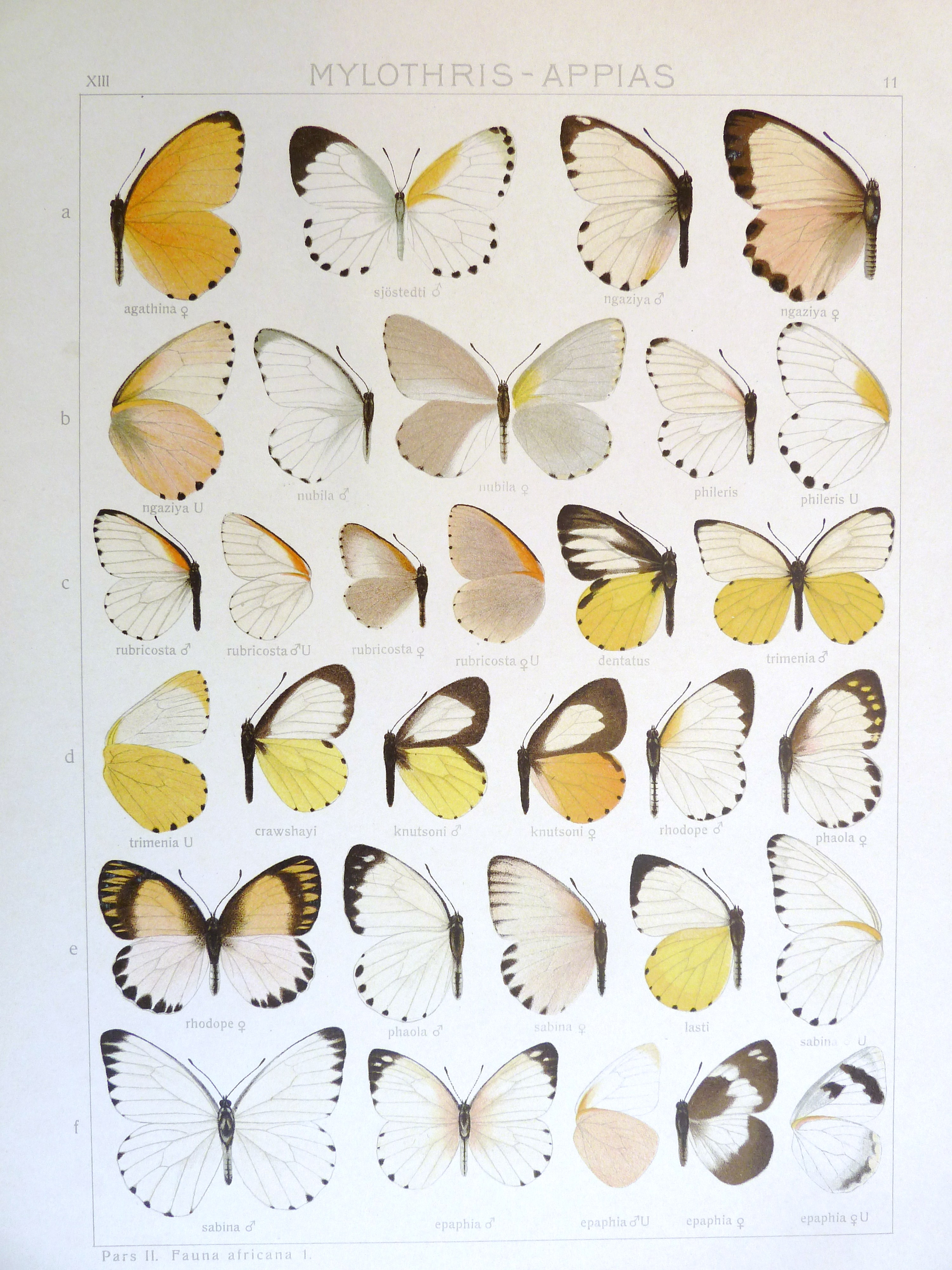